# 29700 Salmon
29700 Salmon este un asteroid din centura principală de asteroizi.

## Descriere
29700 Salmon este un asteroid din centura principală de asteroizi. A fost descoperit pe 19 decembrie 1998 la Prescott (Arizona) de Paul G. Comba. Asteroidul prezintă o orbită caracterizată de o semiaxă mare de 2,41 ua, o excentricitate de 0,13 și o înclinație de 8,3° în raport cu ecliptica.